# Mathias Lauridsen
Mathias Lauridsen (n. 13 ianuarie 1984 în Copenhaga, Danemarca) este un manechin danez. Și-a început activitatea în anul 2003. A lucrat pentru promovarea mai multor brand-uri ca: Jil Sander, Gucci, Hugo Boss, Lacoste, Louis Vuitton and Hermès.
În 2003, la vârsta de 19 ani, a devenit modelul săptămânii conform saitului models.com. Este considerat al doilea cel mai de succes model masculin.
Este recunoscut după cicatricea de pe obrazul stâng.

## Carieră
În ianuarie 2005, la New York, după prima sa colaborare cu Christian Dior, Lauridsen a semnat un contract cu Hermes fiind fotografat de Richard Avedon puțin înainte de la moartea fotografului. Și David Sims îl include în campania Calvin Klein și Jil Sander. Defilează pentru Mens Burberry Prorsum, Mens Yves Saint Laurent.
Mathias Lauridsen este noua senzație a momentului fiind noul „Tommy boy” pentru campania Hilfiger campaign alături de Pamela Hansen participând de asemenea la promovarea Hugo by Hugo Boss. Va apărea de altfel în „V Magazine” fotografat de Peter Lindbergh și în revista de modă italiană intitulată „L’Uomo Vogue”.
În 2006 Lauridsen defilează pentru Cavalli, Lacoste (timp de 3 sezoane consecutive), Full Circle, John Varvatos, Burberry, Dolce & Gabbana, Gucci, Miu Miu, Prada, Just Cavalli, Dries van Noten, Emanuel Ungaro, Marc by Marc Jacobs, Hugo Boss, Bruuns Bazaar, Louis Vuitton, Calvin Klein, Narciso Rodriguez, John Bartlett, Jill Stuart, Perry Ellis.
În septembrie promovează parfumul „Story” de la Paul Smith.
Apare în „Arena Denmark” , „Numero Homme #11” și în revista „GQ Germania” în luna aprilie. În luna septembrie apare în revista „L'Officiel Hommes #2”.
În 2011 defilează pentru Gucci Fall/Winter la Milano, Michael Kors Fall/Winter la New York, Tommy Hilfiger Mens la New York, Tommy Hilfiger Menswear, Michael Kors la New York.
Apare în catalogul H&M „The Pants Collection”, în revista „Breuninger Spring 2011 Magazine”, fotografiat de Morten Bjarnhof, „Varon Magazine” fotografiat de Paul Maffi (colecția „The Mathias Essentials”), campania Salvatore Ferragamo Fall/Winter cu Daria Werbowy și Mikael Jansson. Tot în acest an apare și în revista GQ Taiwan - Let Models do the Talk - fotografiat de catre Chiun-Kai Shih, Massimo Dutti Sport Fall/Winter, Lacoste, Breuninger Magazine, Cartier Eyewear.
Promovează și parfumul „212 - New York” de la Carolina Herrera.
În 2012 defilează pentru Hugo by Hugo Boss, apare in catalogul Massimo Dutti, Tommy Hilfiger la New York, Michael Kors Fall/Winter la New York, Paige Denim Spring/Summer 2012 Ad Campaign - fotograf: Josh Olins.
Apare în revista „Dansk” fotografiat de către Mark Kean, revista „VMan”, Surface Tension, fotograf: Mitchell Feinberg, H&M Conscious Collection by Terry Richardson.